# Resolución 31 del Consejo de Seguridad de las Naciones Unidas
La resolución 31 del Consejo de Seguridad de las Naciones Unidas, adoptada el 25 de agosto de 1947, determinó la asistencia para la resolución pacífica de la Revolución Nacional de Indonesia, mediante la creación de un comité compuesto por tres miembros; uno elegido por los Países Bajos, otro elegido por Indonesia y el tercero elegido por los otros dos miembros del comité.
La resolución fue adoptada por ocho votos a favor y con las abstenciones de Polonia, Siria y la Unión Soviética.